# Joan Horrach
Joan Horrach Rippoll (Deià, 27 maart 1974) is een Spaans voormalig wielrenner.

## Belangrijkste overwinningen
2001
4e etappe Ronde van Asturië
2002
5e en 11e etappe Ronde van Portugal
2003
2e etappe Trofeo Joaquim Agostinho
2006
11e etappe Ronde van Italië
2010
3e etappe Ronde van Burgos (ploegentijdrit)

## Resultaten in voornaamste wedstrijden
| Jaar | Ronde van Italië | Ronde van Frankrijk | Ronde van Spanje |
| ---- | ---------------- | ------------------- | ---------------- |
| 2002 |                  |                     | 33e              |
| 2003 |                  |                     | 28e              |
| 2004 |                  |                     | 24e              |
| 2005 | 37e              |                     | 27e              |
| 2006 | 36e (1)          |                     | 79e              |
| 2007 | opgave           |                     | 29e              |
| 2008 | 81e              |                     |                  |
| 2009 |                  | 72e                 |                  |
| 2010 | 54e              |                     | 74e              |
| 2011 | 52e              |                     | 67e              |
| 2012 |                  | 119e                |                  |

| Jaar | Milaan-San Remo | Amstel Gold Race | Luik-Bast.‑Luik | Ronde van Lombardije |  | Wereldranglijsten |
| ---- | --------------- | ---------------- | --------------- | -------------------- |  | ----------------- |
| 2002 |                 |                  |                 |                      |  |                   |
| 2003 |                 |                  |                 |                      |  |                   |
| 2004 |                 |                  | opgave          |                      |  |                   |
| 2005 | 102e            |                  |                 | opgave               |  |                   |
| 2006 |                 |                  |                 |                      |  | 133e (UPT)        |
| 2007 |                 |                  |                 |                      |  | 209e (UPT)        |
| 2008 |                 |                  |                 |                      |  |                   |
| 2009 |                 | 77e              |                 |                      |  |                   |
| 2010 |                 |                  |                 |                      |  |                   |
| 2011 |                 |                  |                 |                      |  |                   |
| 2012 |                 |                  |                 |                      |  |                   |